# براوليو كاستيلو
براوليو كاستيلو (بالإسبانية: Braulio Castillo)‏ هو ممثل تلفزيوني بورتريكي (ولد يوم 30 أغسطس من العام 1958 في بورتوريكو) شارك في مسلسلات مكسيكية، من أشهرها مسلسل رهينة الماضي. 

## روابط خارجية
- براوليو كاستيلو على موقع IMDb (الإنجليزية)
- براوليو كاستيلو على موقع قاعدة بيانات الفيلم (الإنجليزية)